# Моркино Городище
Моркино Городище (рос. Моркино Городище) — присілок в Калінінському районі Тверської області Російської Федерації.
Населення становить 19 осіб. Входить до складу муніципального утворення Красногорське сільське поселення.

## Історія
Від 2005 року входить до складу муніципального утворення Красногорське сільське поселення.

## Населення
| 1859 | 1886 | 2002 | 2010 |
| ---- | ---- | ---- | ---- |
| 215  | ↘176 | ↘36  | ↘19  |